# Leichtathletik-Europameisterschaften 2022/Weitsprung der Frauen

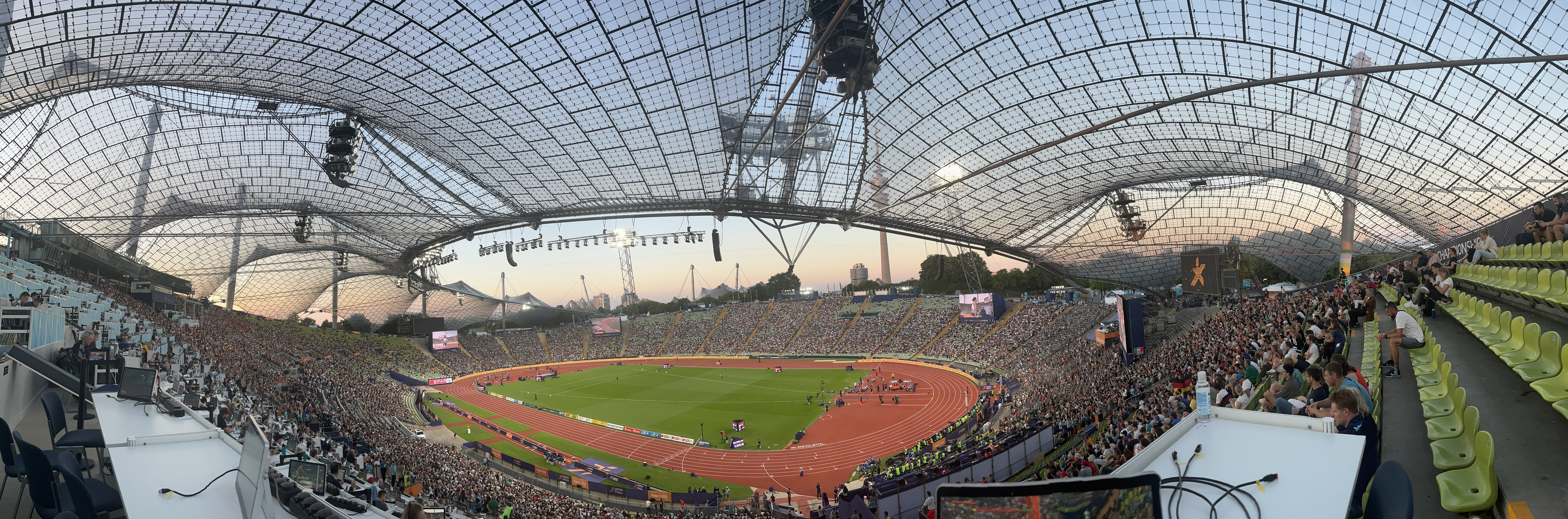
Das Olympiastadion in München während der Europameisterschaften 2022

Der Weitsprung der Frauen bei den Leichtathletik-Europameisterschaften 2022 wurde am 16. und 18. August 2022 im Olympiastadion der deutschen Stadt München ausgetragen.
Europameisterin wurde die serbische Olympiadritte von 2016, zweifache WM-Dritte (2013/2015) und Europameisterin von 2016 Ivana Vuleta, frühere Ivana Španović.
Sie gewann vor der deutschen Titelverteidigerin, aktuellen Olympiasiegerin und zweifachen Weltmeisterin (2019/2022) Malaika Mihambo.
Bronze ging an die britische Vizeeuropameisterin von 2016 Jazmin Sawyers.

## Bestehende Rekorde
| Weltrekord           | 7,52 m | Galina Tschistjakowa | Leningrad (heute Sankt Petersburg), UdSSR (heute Russland) | 11. Juni 1988   |
| Europarekord         | 7,52 m | Galina Tschistjakowa | Leningrad (heute Sankt Petersburg), UdSSR (heute Russland) | 11. Juni 1988   |
| Meisterschaftsrekord | 7,30 m | Heike Drechsler      | EM Split, Jugoslawien (heute Kroatien)                     | 28. August 1990 |

Der bestehende EM-Rekord wurde bei diesen Europameisterschaften nicht erreicht. Die größte Weite erzielte die serbische Europameisterin Ivana Vuleta mit 7,06 m, womit sie 24 Zentimeter unter dem Rekord blieb. Zum Welt- und Europarekord fehlten ihr 46 Zentimeter.

## Windbedingungen
In den folgenden Ergebnisübersichten sind die Windbedingungen zu den einzelnen Sprüngen benannt. Der erlaubte Grenzwert liegt bei zwei Metern pro Sekunde. Bei stärkerer Windunterstützung wird die Weite für den Wettkampf gewertet, findet jedoch keinen Eingang in Rekord- und Bestenlisten.

## Legende
Kurze Übersicht zur Bedeutung der Symbolik – so üblicherweise auch in sonstigen Veröffentlichungen verwendet:
| NM  | keine Weite (no mark)                 |
| ogV | ohne gültigen Versuch                 |
| –   | verzichtet                            |
| x   | ungültig                              |
| r   | Wettkampf nicht fortgesetzt (retired) |

## Qualifikation
16. August 2022, 9:48 Uhr MESZ
24 Teilnehmerinnen traten in zwei Gruppen zur Qualifikationsrunde an. Drei von ihnen (hellblau unterlegt) übertrafen die Qualifikationsweite für den direkten Finaleinzug von 6,75 m. Damit war die Mindestzahl von zwölf Finalteilnehmerinnen nicht erreicht. Das Finalfeld wurde mit den neun nächstplatzierten Sportlerinnen (hellgrün unterlegt) auf zwölf Springerinnen aufgefüllt. So reichten für die Finalteilnahme schließlich 6,49 m.

### Gruppe A
| Platz | Name                    | Nation         | Resultat (m) | 1. Versuch (m) Wind (m/s) | 2. Versuch (m) Wind (m/s) | 3. Versuch (m) Wind (m/s) |
| 1     | Malaika Mihambo         | Deutschland    | 6,99         | 00x0 / −0,1               | 6,99 / −0,6               | –                         |
| 2     | Maryna Bech-Romantschuk | Ukraine        | 6,87         | 00x0 / −0,3               | 00x0 / +0,1               | 6,87 / −0,5               |
| 3     | Milica Gardašević       | Serbien        | 6,83         | 6,83 / −1,5               | –                         | –                         |
| 4     | Jazmin Sawyers          | Großbritannien | 6,60         | 00x0 / +1,7               | 6,60 / −0,9               | r                         |
| 5     | Yanis David             | Frankreich     | 6,57         | 6,44 / −0,3               | 6,51 / −1,0               | 6,57 / +0,6               |
| 6     | Filippa Fotopoulou      | Zypern         | 6,54         | 6,54 / −0,3               | 00x0 / +0,7               | 6,52 / −0,3               |
| 7     | Mikaelle Assani         | Deutschland    | 6,46         | 00x0 / +0,1               | 6,43 / +0,4               | 6,46 / −0,7               |
| 8     | Jogailė Petrokaitė      | Litauen        | 6,37         | 00x0 / +0,3               | 6,37 / −0,8               | 00x0 / +0,6               |
| 9     | Irati Mitxelena         | Spanien        | 6,36         | 6,14 / −1,9               | 6,34 / +0,6               | 6,36 / +0,2               |
| 10    | Diána Lesti             | Ungarn         | 6,29         | 00x0 / −0,9               | 6,29 / +0,6               | 00x0 / +0,7               |
| 11    | Claire Azzopardi        | Malta          | 5,60         | 5,60 / −1,5               | 5,54 / −2,4               | 00x0 / −1,6               |
| NM    | Florentina Iușco        | Rumänien       | ogV          | 00x0 / +0,2               | r                         |                           |

### Gruppe B

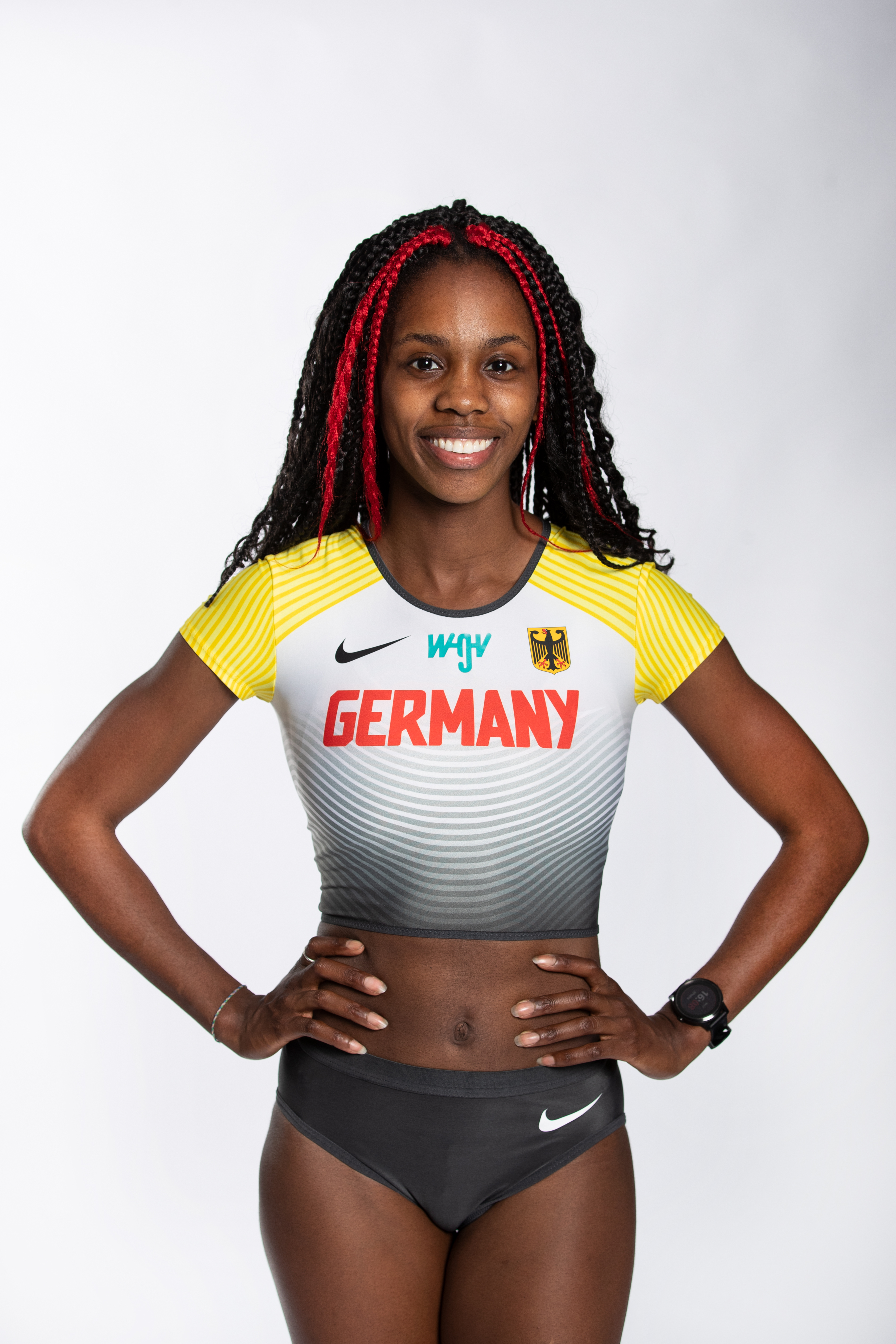
Maryse Luzolo – ausgeschieden mit 6,28 m
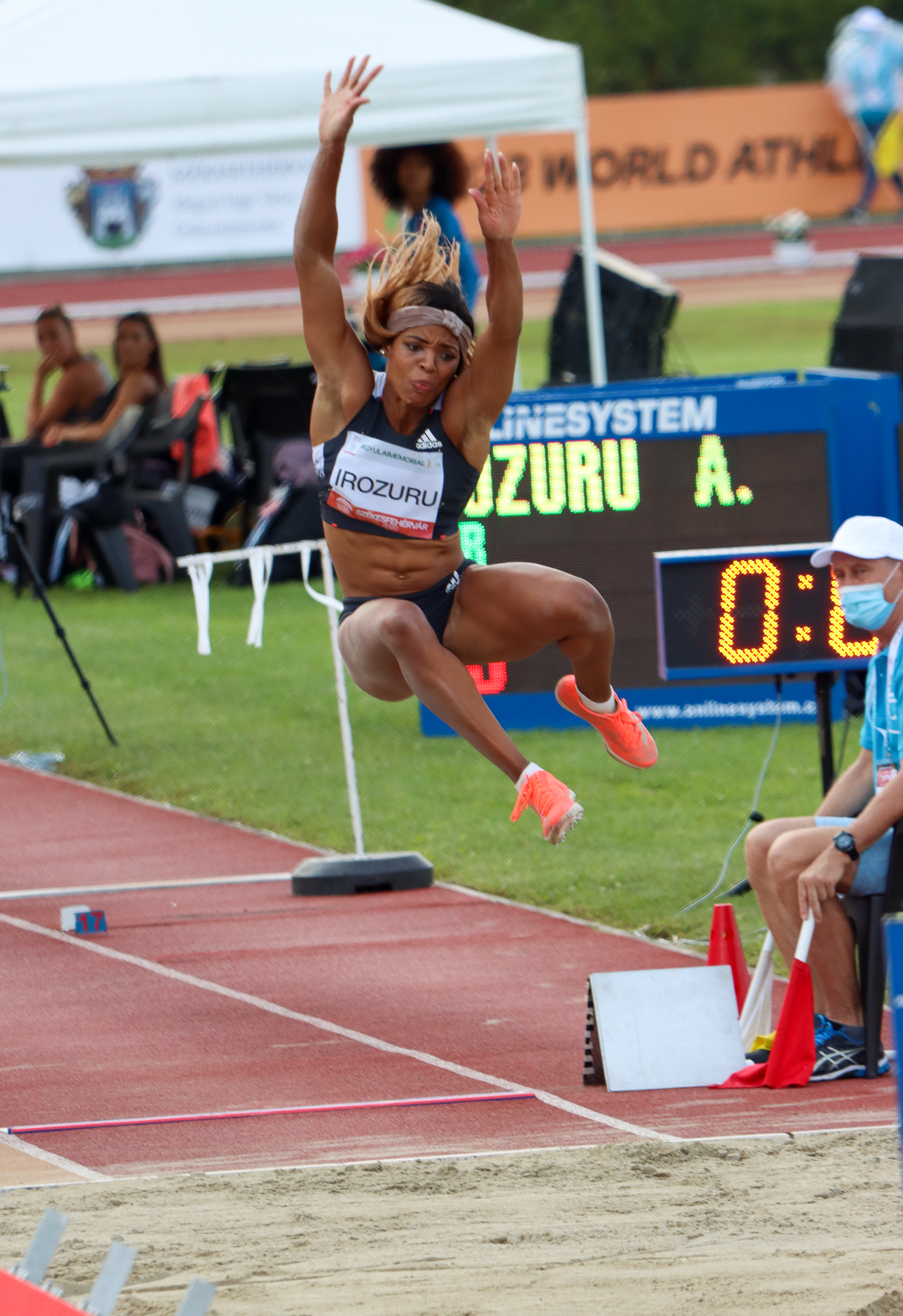
Abigail Irozuru – ausgeschieden mit 6,15 m

| Platz | Name                  | Nation         | Resultat (m) | 1. Versuch (m) Wind (m/s) | 2. Versuch (m) Wind (m/s) | 3. Versuch (m) Wind (m/s) |
| 1     | Ivana Vuleta          | Serbien        | 6,67         | 00x0 / +0,4               | 6,53 / +0,6               | 6,67 / +0,1               |
| 2     | Larissa Iapichino     | Italien        | 6,63         | 6,63 / −1,1               | –                         | –                         |
| 3     | Khaddi Sagnia         | Schweden       | 6,59         | 6,18 / +0,1               | 6,41 / −0,9               | 6,59 / −0,9               |
| 4     | Alina Rotaru-Kottmann | Rumänien       | 6,58         | 00x0 / −0,7               | 6,32 / −0,9               | 6,58 / −0,2               |
| 5     | Jahisha Thomas        | Großbritannien | 6,57         | 6,38 / +1,8               | 6,57 / +0,8               | 00x0 / −1,5               |
| 6     | Merle Homeier         | Deutschland    | 6,49         | 6,49 / −0,1               | 00x0 / +0,3               | 00x0 / −0,2               |
| 7     | Vasiliki Chaitidou    | Griechenland   | 6,32         | 6,22 / −0,8               | 6,32 / +0,2               | 6,02 / 1,1−               |
| 8     | Maryse Luzolo         | Deutschland    | 6,28         | 6,28 / −0,6               | 00x0 / −0,2               | 6,20 / −1,8               |
| 9     | Evelise Veiga         | Portugal       | 6,17         | 00x0 / −0,7               | 6,17 / +0,5               | 00x0 / −0,4               |
| 10    | Abigail Irozuru       | Großbritannien | 6,15         | 00x0 / −0,8               | 00x0 / +0,7               | 6,15 / −0,7               |
| 11    | Anna Matuszewicz      | Polen          | 5,93         | 00x0 / +0,6               | 5,93 / −0,3               | 00x0 / −1,7               |
| NM    | Maëlly Dalmat         | Frankreich     | ogV          | 00x0 / −0,1               | 00x0 / −1,0               | 00x0 / −1,3               |

## Finale
18. August 2022, 21:08 Uhr MESZ
| Platz | Name                    | Nation         | Resultat (m) | 1. Versuch (m) Wind (m/s) | 2. Versuch (m) Wind (m/s) | 3. Versuch (m) Wind (m/s) | 4. Versuch (m) Wind (m/s)                     | 5. Versuch (m) Wind (m/s)                     | 6. Versuch (m) Wind (m/s)                     |
| 1     | Ivana Vuleta            | Serbien        | 7,06         | 7,06 / +0,3               | 6,98 / −0,8               | 00x0 / −1,3               | 00x0 / −0,8                                   | 00x0 / −0,1                                   | –                                             |
| 2     | Malaika Mihambo         | Deutschland    | 7,03         | 6,71 / +0,3               | 7,03 / −0,5               | 6,86 / +0,1               | 6,95 / −0,1                                   | 00x0 / +0,1                                   | 6,99 / −0,1                                   |
| 3     | Jazmin Sawyers          | Großbritannien | 6,80         | 6,69 / +2,1               | 6,52 / +0,3               | 6,37 / −1,3               | 00x0 / −0,6                                   | 00x0 / +0,1                                   | 6,80 / +1,0                                   |
| 4     | Maryna Bech-Romantschuk | Ukraine        | 6,76         | 6,70 / +0,3               | 6,62 / −1,3               | 6,76 / +0,1               | 00x0 / −0,8                                   | 6,74 / −1,2                                   | 00x0 / +0,7                                   |
| 5     | Larissa Iapichino       | Italien        | 6,62         | 6,53 / +0,1               | 00x0 / −0,6               | 00x0 / −0,2               | 6,60 / −0,8                                   | 6,62 / −0,9                                   | 6,28 / −0,1                                   |
| 6     | Khaddi Sagnia           | Schweden       | 6,61         | 00x0 / −0,8               | 6,26 / −0,8               | 6,47 / +0,1               | 6,55 / −1,1                                   | 6,61 / −1,3                                   | 6,51 / +0,3                                   |
| 7     | Milica Gardašević       | Serbien        | 6,52         | 00x0 / +0,1               | 6,52 / −0,4               | 5,22 / −1,6               | 00x0 / −1,3                                   | 00x0 / −0,6                                   | 6,52 / −0,4                                   |
| 8     | Yanis David             | Frankreich     | 6,51         | 6,43 / +0,7               | 6,38 / −0,8               | 6,38 / −0,9               | 6,38 / −0,2                                   | 6,49 / −1,2                                   | 6,51 / −2,3                                   |
| 9     | Merle Homeier           | Deutschland    | 6,42         | 00x0 / +0,8               | 6,42 / −0,8               | 6,31 / −1,1               | nicht im Finale der besten acht Springerinnen | nicht im Finale der besten acht Springerinnen | nicht im Finale der besten acht Springerinnen |
| 10    | Jahisha Thomas          | Großbritannien | 6,37         | 6,37 / +0,1               | 6,35 / +0,3               | 00x0 / −0,5               | nicht im Finale der besten acht Springerinnen | nicht im Finale der besten acht Springerinnen | nicht im Finale der besten acht Springerinnen |
| 11    | Alina Rotaru-Kottmann   | Rumänien       | 6,26         | 6,26 / −0,9               | 6,23 / −1,1               | 6,07 / −0,6               | nicht im Finale der besten acht Springerinnen | nicht im Finale der besten acht Springerinnen | nicht im Finale der besten acht Springerinnen |
| 12    | Filippa Fotopoulou      | Zypern         | 6,26         | 00x0 / ±0,0               | 6,19 / −0,8               | 6,26 / +0,3               | nicht im Finale der besten acht Springerinnen | nicht im Finale der besten acht Springerinnen | nicht im Finale der besten acht Springerinnen |

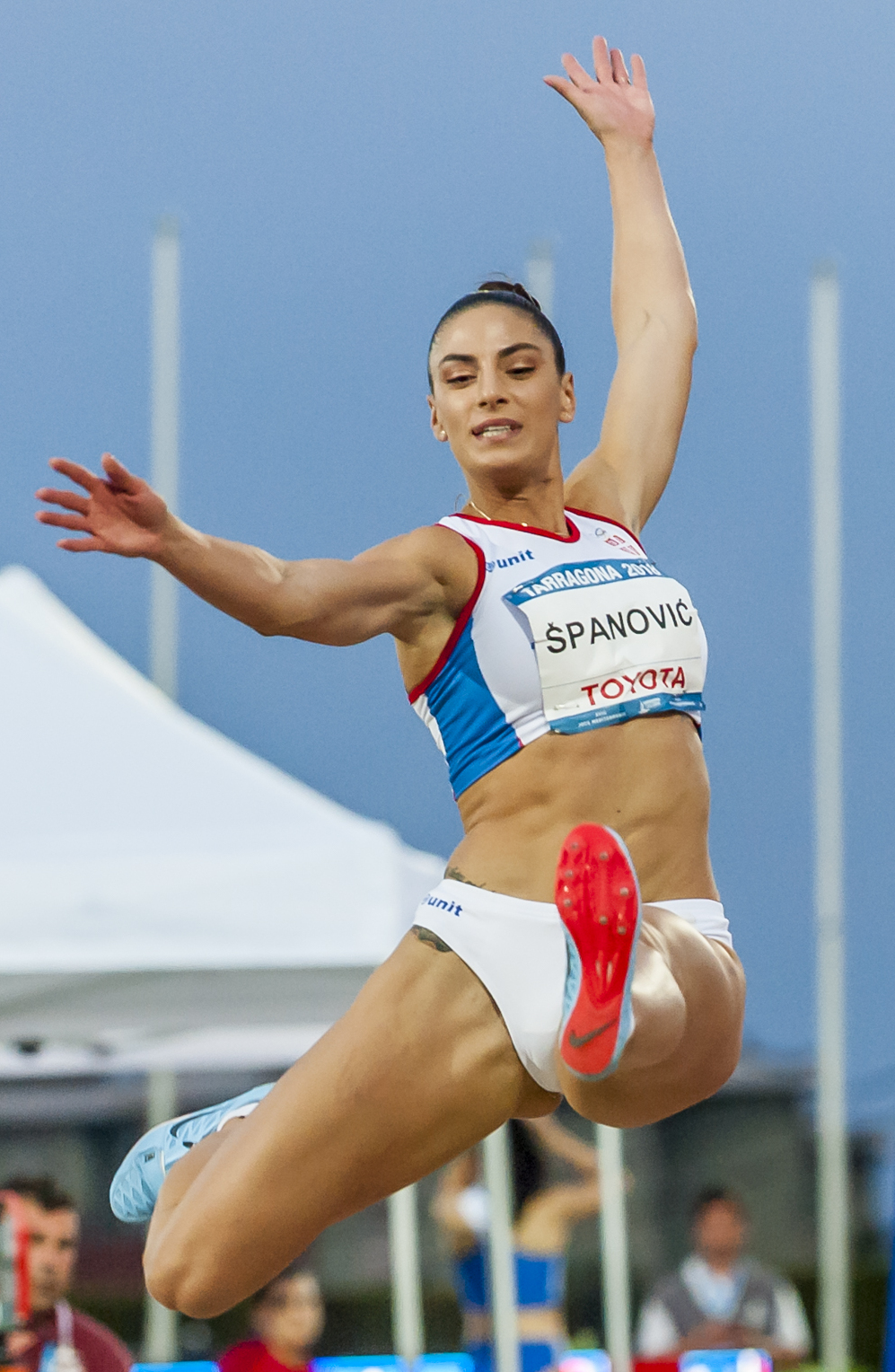
Ivana Vuleta, frühere Ivana Španović, sprang nach sechs Jahren zu ihrem zweiten EM-Titel

In diesem Wettbewerb stellte sich die Frage, ob die vor einigen Wochen von einer Coronaerkrankung wieder genesene Malaika Mihambo ihre Siegesserie der letzten Jahre würde fortsetzten können, was ihr bei den Weltmeisterschaften im Monat zuvor noch gelungen war. Seit 2018 hatte sie alle großen internationalen Meisterschaften für sich entscheiden können. 2018 war sie Europameisterin, 2019 Weltmeisterin geworden. 2021 hatte sie Olympiagold gewonnen und 2022 ihren WM-Titel verteidigt.
Doch hier in München ging Mihambos Serie zu Ende. Der Serbin Ivana Vuleta – 2016 unter ihrem früheren Namen Ivana Španović Europameisterin – gelangen gleich mit ihrem ersten Sprung 7,06 m. Mihambo kam im zweiten Durchgang mit 7,03 m zwar bis auf drei Zentimeter an diese Weite heran, aber dabei blieb es. Ivana Vuleta wurde zum zweiten Mal Europameisterin und Malaika Mihambo kam diesmal zu Silber.
Mit deutlichem Abstand gewann die Britin Jazmin Sawyers Bronze. Sie zog mit ihrem letzten Sprung auf 6,80 m noch an der bis dahin drittplatzierten ukrainischen Vizeeuropameisterin von 2018 Maryna Bech-Romantschuk vorbei, die mit ihren 6,76 m aus Runde drei auf den medaillenlosen vierten Rang zurückfiel. Die Ukrainerin konnte sich mit dem Titelgewinn im Dreisprung einen Tag später dann doch noch eine Medaille sichern. Fünfte wurde die Italienerin Larissa Iapichino, die im fünften Durchgang auf 6,62 m kam. Den sechsten Platz erreichte die Schwedin Khaddi Sagnia mit 6,61 m, ebenfalls erzielt in Runde fünf.

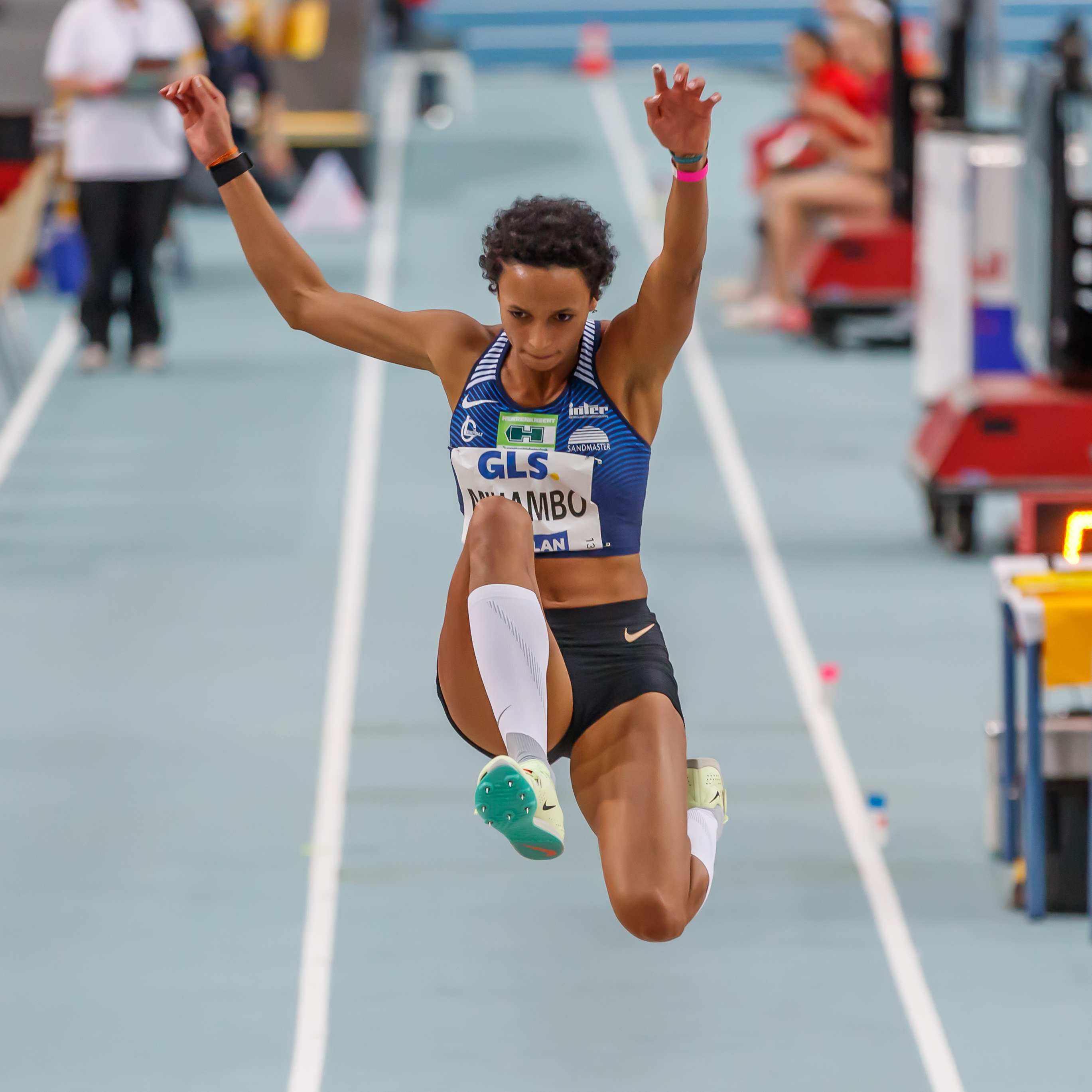
Silber gab es für die Seriensiegerin der letzten Jahre Malaika Mihambo
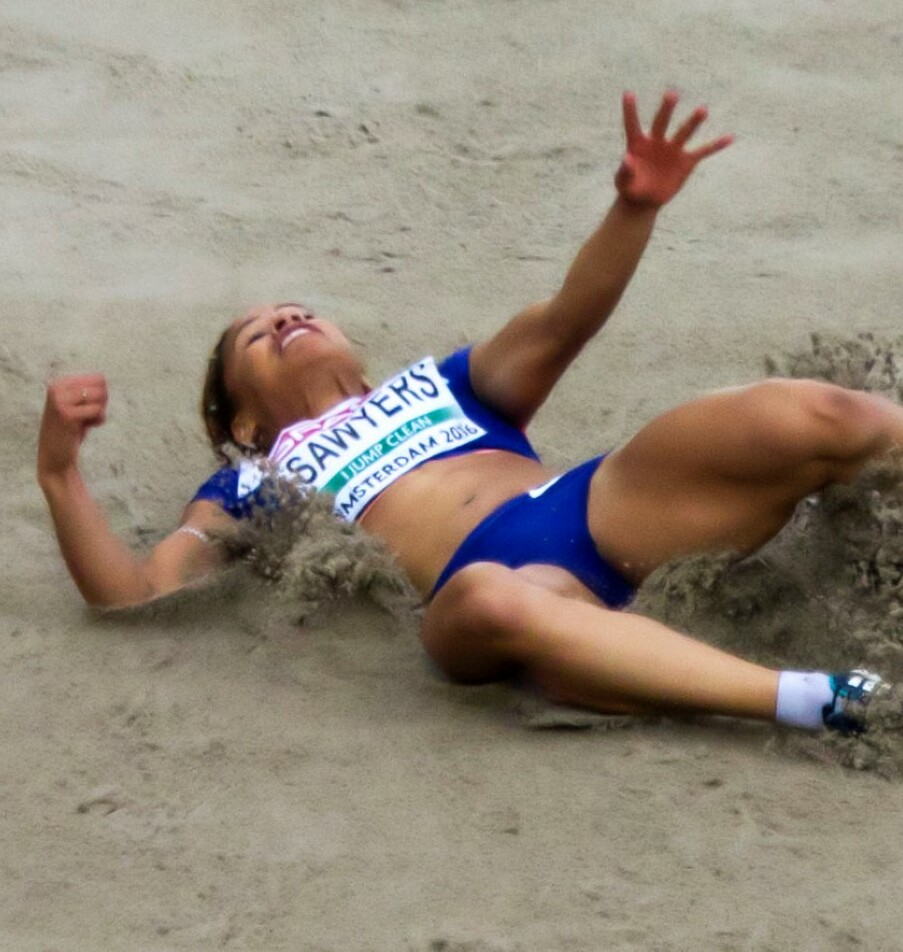
Im letzten Sprung zu Bronze: Jazmin Sawyers
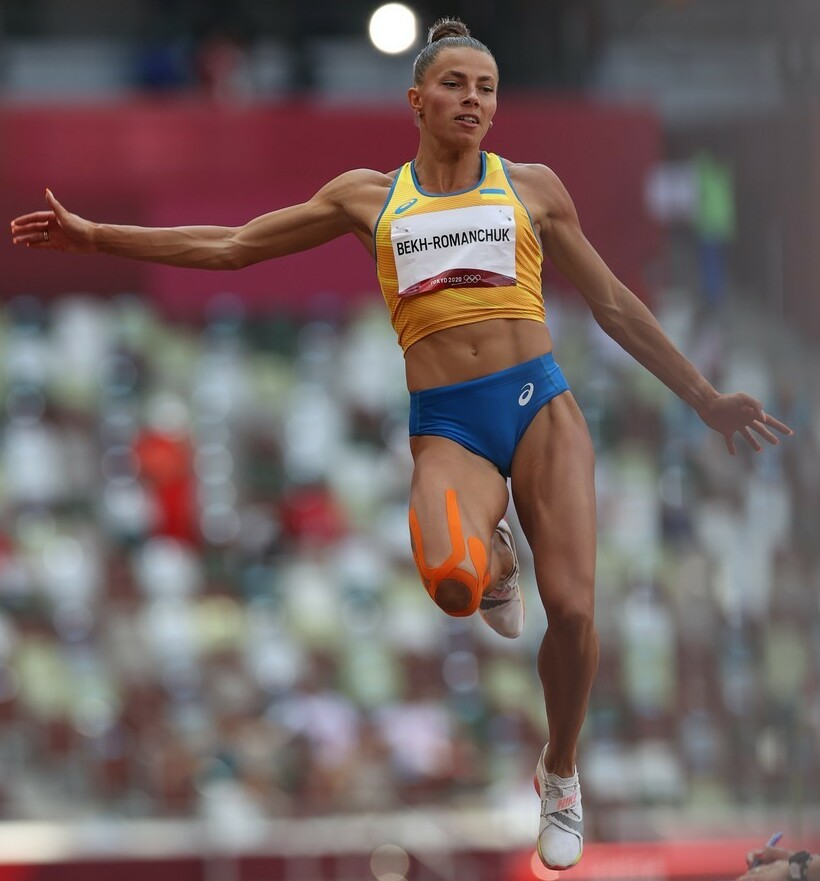
Maryna Bech-Romantschuk erreichte Platz vier
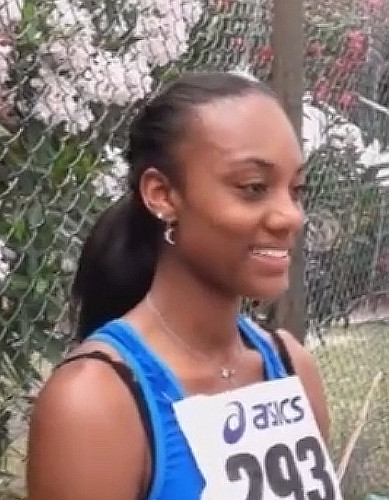
Larissa Iapichino wurde Fünfte

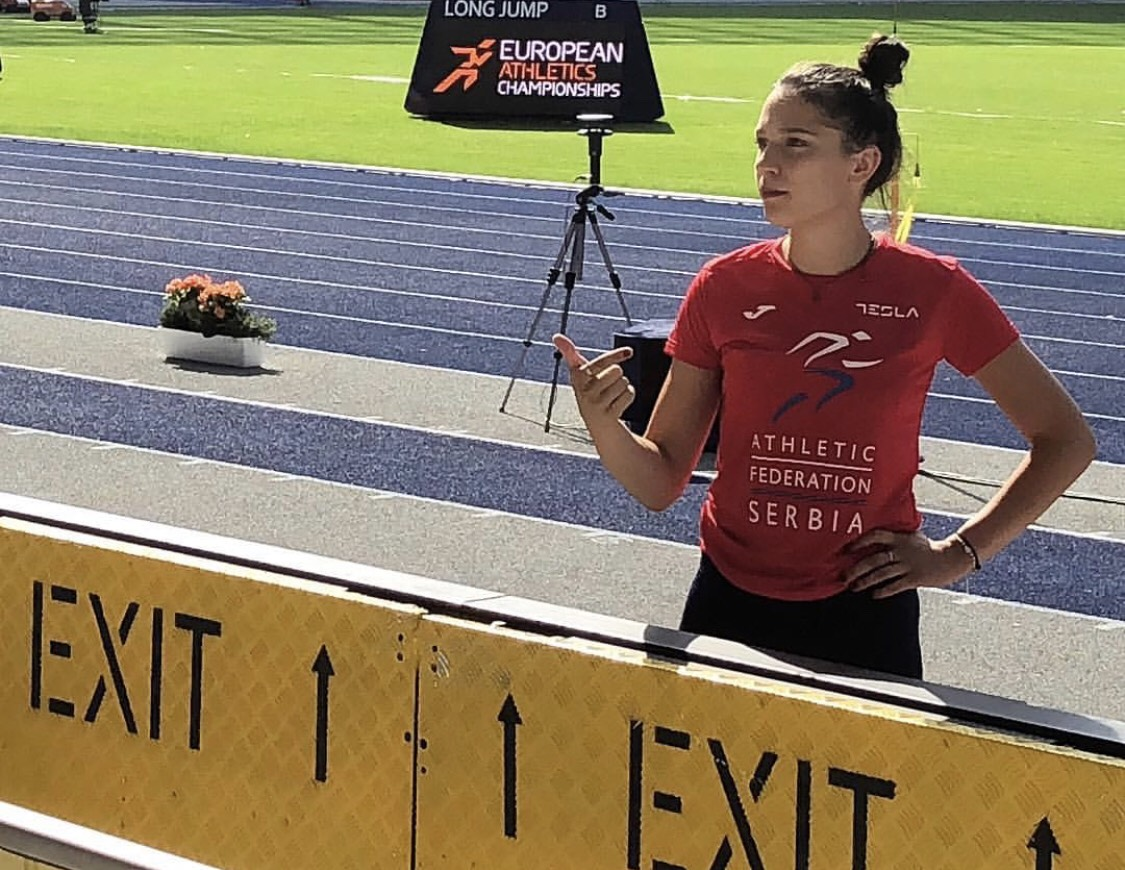
Rang sieben für Milica Gardašević
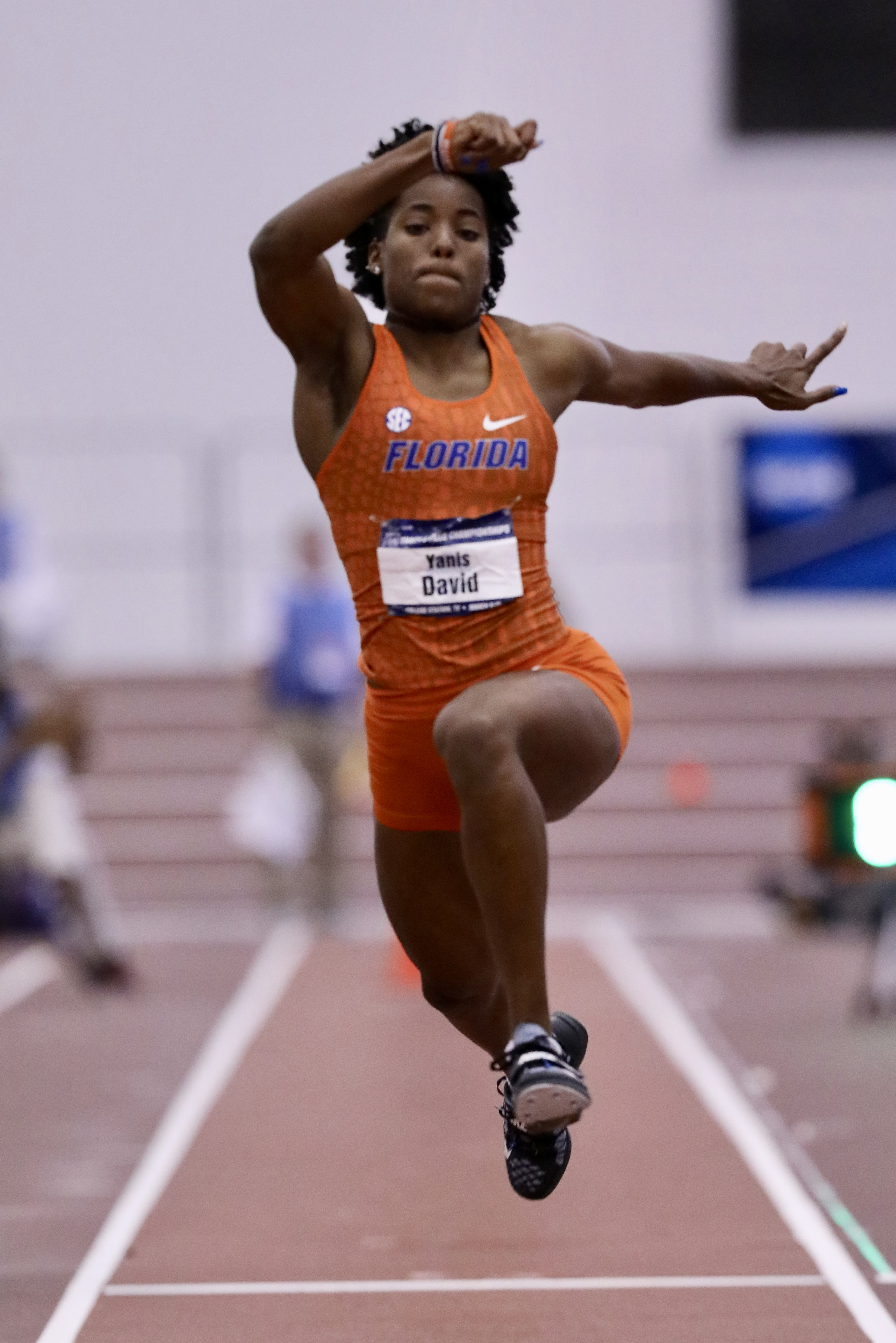
Yanis David Yanis David kam auf den achten Platz
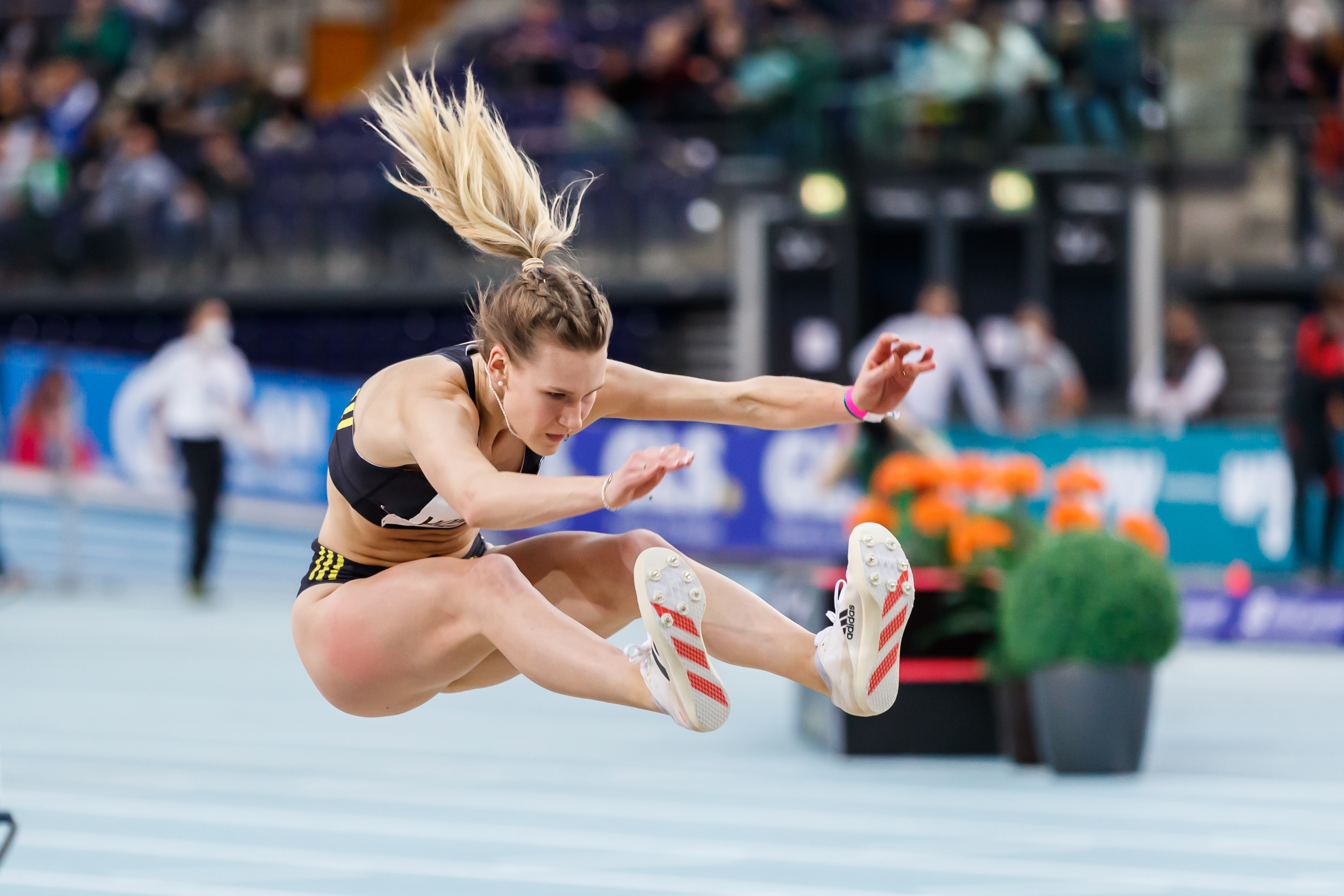
Merle Homeier belegte Rang neun
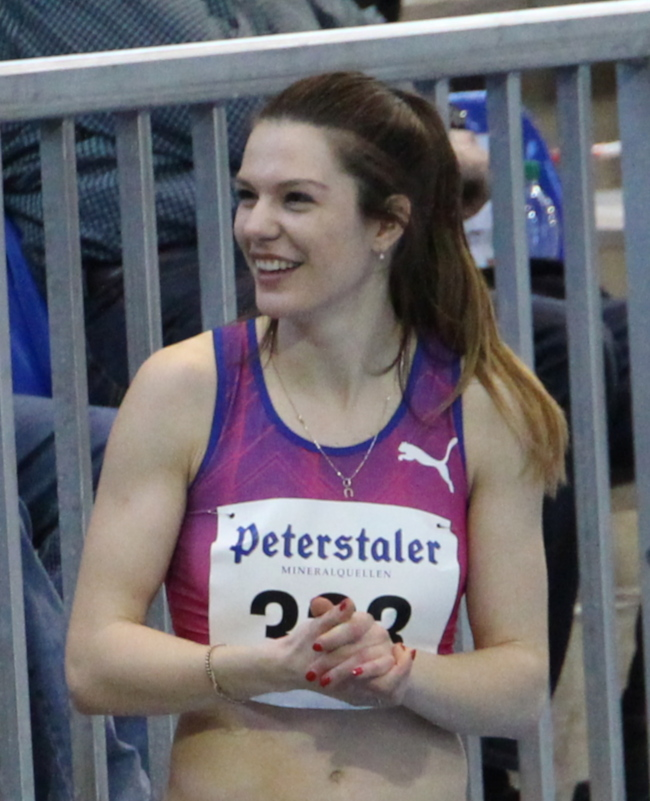
Die elftplatzierte Alina Rotaru-Kottmann

## Videolink
- Ivana Vuleta 7.06 m First Attempt European Championship Munich 2022, youtube.com, abgerufen am 9. April 2023